# 태흥 (북연)
태흥(太興)은 중국 북연(北燕) 소성제(昭成帝)의 연호이자 북연의 마지막 연호이다. 431년에서 436년 정월까지 5년 1개월 동안 사용하였다. 436년 정월, 북위(北魏)의 침공을 받아 풍홍(馮弘)이 고구려로 망명하면서 북연이 멸망하고 연호도 폐지되었다.
같은 시기에 사용된 다른 연호로는 서진(西秦)에서 사용한 영홍(永弘 : 428년 ~ 431년), 북량(北凉)에서 사용한 승현(承玄 : 428년 ~ 431년), 의화(義和 : 431년 ~ 433년), 영화(永和 : 433년 ~ 439년), 하(夏)에서 사용한 승광(勝光 : 428년 ~ 431년), 송(宋)에서 사용한 원가(元嘉 : 424년 ~ 453년), 북위(北魏)에서 사용한 신가(神麚 : 428년 ~ 431년), 연화(延和 : 432년 ~ 435년), 태연(太延 : 435년 ~ 440년)이 있다.

## 연대대조표
| 태흥                | 원년                           | 2년             | 3년                 | 4년        | 5년                 | 6년        |
| 서력                | 431년                          | 432년           | 433년               | 434년      | 435년               | 436년      |
| 육십간지 (六十干支) | 신미(辛未)                     | 임신(壬申)      | 계유(癸酉)          | 갑술(甲戌) | 을해(乙亥)          | 병자(丙子) |
| 서진 (西秦)         | 영홍(永弘) 4년                 | -               | -                   | -          | -                   | -          |
| 북량 (北凉)         | 승현(承玄) 4년 의화(義和) 원년 | 2년             | 3년 영화(永和) 원년 | 2년        | 3년                 | 4년        |
| 하 (夏)             | 승광(勝光) 4년                 | -               | -                   | -          | -                   | -          |
| 송 (宋)             | 원가(元嘉) 8년                 | 9년             | 10년                | 11년       | 12년                | 13년       |
| 북위 (北魏)         | 신가(神麚) 4년                 | 연화(延和) 원년 | 2년                 | 3년        | 4년 태연(太延) 원년 | 2년        |

## 같이 보기
- 다른 왕조의 같은 연호
  - 동진(東晉) 태흥(318년 ~ 321년)

- 중국의 연호

| 이전 연호 태평(太平) | 중국의 연호 북연(北燕) | 다음 연호 - |